# Popis otrovnih gljiva
Popis otrovnih gljiva nam daje otrovne gljive koje mogu izazvati ozbiljna trovanja (micetizam) osobe koja ih je pojela, što može dovesti i do smrtnog ishoda (smrtno otrovne gljive). Nisu sve otrovne gljive podjednako otrovne, a simptomi trovanja razlikuju se kod pojedinih vrsta otrovnih gljiva. Iznimno je važno na vrijeme potražiti liječničku pomoć, a posebno su ugrožena djeca. U Hrvatskoj postoji velik broj otrovnih gljiva te je neophodno ići u berbu u pratnji iskusnih gljivara. Kao dodatna sigurnost, uz današnju dostupnost interneta edukacija je dostupna doista svakome već i na samome terenu, čime se može spriječiti nepotrebno branje gljiva i održati ekosustav šume.
Najveći problem predstavljaju gljive koje su oblikom vrlo slične jestivim i kvalitetnim gljivama. Sudeći po izjavama otrovanih ljudi, otrovne gljive često su vrlo ugodnog okusa, tako da se može dogoditi da niti ne posumnjate na trovanje dok već ne bude prekasno. U ovom članku opisat ćemo trovanja nekim od najopasnijih šumskih gljiva, no ne smije se zaboraviti da je popis svih otrovnih gljiva vrlo dugačak.
| Otrovne gljive                                  |                       |                                                    |                                       | | |       |
| Smrtno otrovne gljive                           |                       |                                                    |                                       | | |       |
| Znanstveni naziv                                | Narodni naziv         | Aktivni tvar                                       | Otrovnost                             | Stanište                                                                                                   | Sličnosti | Slika |
| Amanita pantherina (DC. ex Fr.) Krombh.         | Panterova muhara      | Muskimol i ibotenična kiselina                     | Jetra                                 | Raste ljeti i u jesen po šumama i šumskim čistinama                                                        | Amanita spissa, Amanita rubescens                                                                                        |       |
| Amanita phalloides Vaill. ex Fr.                | Zelena pupavka        | Amatoksin                                          | Jetra                                 | Najčešće raste u svijetlim bjelogoričnim šumama, a ima je i u crnogoričnim šumama od ranog ljeta do jeseni | Agaricus arvensis, Agaricus arvensis, Agaricus silvicola, Agaricus abruptibulbus, Russula virescens, Russula cyanoxantha |       |
| Amanita verna (Bull.: Fr.) Lam.                 | Bijela pupavka        | Amatoksin                                          | Jetra                                 | Najčešće raste u bjelogoričnim šumama na vapnenastu tlu od svibnja do jeseni.                              | Agaricus silvicola, Agaricus abruptibulbus, Leucoagaricus pudicus                                                        |       |
| Amanita virosa (Fr.) Bertillon                  | Smrdljiva pupavka     | Amatoksin                                          | Jetra                                 | Raste od proljeća do jeseni u vlažnim crnogoričnim, rjeđe u bjelogoričnim šumama na kiselom silikatnom tlu | Agaricus silvicola, Agaricus abruptibulbus, Leucoagaricus pudicus                                                        |       |
| Claviceps purpurea                              | Ražena glavica        | Ergotamin                                          | Masovna trovanja zaraženim žitom      | Trave | |       |
| Clitocybe dealbata (Sowerby) Gillet             | Otrovna brašnjača     | Muskarin                                           | Središnji živčani sustav              | U bjelogoričnim šumama, vlažnim uvalama, livadama i pašnjacima                                             | Marasmius oreades, Clitopilus prunulus                                                                                   |       |
| Clitocybe cerussata (Fr.) Kummer                | Bijela otrovnica      | Muskarin                                           | Središnji živčani sustav              | U svim šumama                                                                                              | Marasmius oreades, Clitopilus prunulus                                                                                   |       |
| Cortinarius bolaris (Pers. ex Fr.) Fries        | Ljuskava koprenka     |                                                    |                                       | U listopadnim i miješanim šumama, ali najčešće u bukovim šumama                                            | Velik broj gljiva iz roda Cortinarius je otrovno i za treba ih izbjegavati.                                              |       |
| Cortinarius cinnamomea (L. ex Fr.) Wunsche      | Cimetatsta crvenjača  | Orelanin                                           | Bubreg                                | Raste po listopadnim šumama, u crnogoričnim je dosta rjeđa.                                                | Velik broj gljiva iz roda Cortinarius je otrovno i za treba ih izbjegavati.                                              |       |
| Cortinarius orellanus Fries                     | Crvenjača             | Orelanin                                           | Bubreg                                | Raste po listopadnim šumama, u crnogoričnim je rjeđa.                                                      | Velik broj gljiva iz roda Cortinarius je otrovno i za treba ih izbjegavati.                                              |       |
| Cortinarius semisanguinea (Fr.) Moser           | Polukrvna koprenka    | Orelanin                                           | Bubreg                                | U crnogoričnim šumama, ali i ispod breza.                                                                  | Velik broj gljiva iz roda Cortinarius je otrovno i za treba ih izbjegavati.                                              |       |
| Entoloma sinuatum (Bull.) P. Kumm.              | Olovasta rudoliska    | Nepoznat                                           | Teške probavne smetnje                | Po listopadnim šumama (hrast, bukva), uz rubove šuma i u parkovima                                         | Clitopilus prunulus Calocybe gambosa Agaricus silvaticus                                                                 |       |
| Inocybe erubescens A. Blytt                     | Crvenkasta cjepača    | Muskarin                                           | Središnji živčani sustav              | Po šumama i grmlju, a može zalutati i u parkove                                                            | Calocybe gambosa, Cortinarius caperatus                                                                                  |       |
| Inocybe fastigata (Schff. ex Fr.) Quelet        | Ušiljena cjepača      | Muskarin                                           | Središnji živčani sustav              | Po svuda                                                                                                   | |       |
| Inocybe geophyll (Sow. Ex Fr.) Kummer           | Zemljasta cjepača     | Muskarin                                           | Središnji živčani sustav              | Po svijetlim listopadnim šumama.                                                                           | |       |
| Inocybe maculata Boudier                        | Pjegava cjepača       | Muskarin                                           | Središnji živčani sustav              | Po svijetlim listopadnim šumama.                                                                           | |       |
| Tricholoma pardinum Quelet                      | Tigrasta vitezovka    |                                                    | Gastrointestalni sindrom trovanja     | Po smrekovim i bukovim šumama                                                                              | Tricholoma portentosum, Tricholoma terreum                                                                               |       |
| Otrovne gljive (smrtnost rijetka)               |                       |                                                    |                                       | | |       |
| Znanstveni naziv                                | Narodni naziv         | Aktivni tvar                                       | Otrovnost                             | Stanište                                                                                                   | Sličnosti | Slika |
| Agaricus moelleri Wasser (1976.)                | Šarena pečurka        | Fenol, kao i diazo-spojevi i hidrazin              | Gastrointestalni sindrom trovanja     | Raste u skupinama na vlažnim šumskim terenima i po šumskim čistinama.                                      | Agaricus campestris |       |
| Agaricus xanthodermus Genevier                  | Otrovna pečurka       | Fenol, kao i diazo-spojevi i hidrazin              | Gastrointestalni sindrom trovanja     | Uz putove, rubove livada, po žbunju, u parkovima                                                           | Agaricus campestris |       |
| Amanita citrina (Schaeff.) Pers., 1797.         | Žućkasta pupavka      |                                                    | Trovanje krvi i smetnje u probavi     | U mnogim bjelogoričnim i crnogoričnim šumama                                                               | Amanita aureola |       |
| Amanita muscaria (L.) Lam. (1783.)              | Muhara                | Muskarin, ibotenična kiselina, muscimol i muskazon | Središnji živčani sustav              | U hrastovim i bukovim te crnogoričnim šumama                                                               | Amanita aureola, Amanita caesarea                                                                                        |       |
| Boletus satanas Lenz                            | Ludara                | Sadrži spojeve koji se ne uništavaju kuhanjem      | Teške probavne smetnje                | U listopadnim šumama i šumskim čistinama                                                                   | Boletus rhodoxanthus, Boletus legaliae                                                                                   |       |
| Cortinarius traganus Fries, Rob. Henry          | Lilasta debelonoška   | "Blago otrovna" ili neprobavljiva                  |                                       | Po crnogoričnim šumama                                                                                     | |       |
| Galerina marginata (Batsch) Kühner              | Rebrasta patuljica    | Amatoksin                                          | Jetra                                 | Na panjevima, povaljenim stablima i otpalim granama crnogoričnog drveća i bukve                            | Kuehneromyces mutabilis                                                                                                  |       |
| Gyromitra esculenta Person ex Fries             | Rani hrčak            | Giromitrin                                         | Giromitrinski sindrom trovanja        | Po crnogoričnim šumama                                                                                     | Gyromitra infula |       |
| Hebeloma sinapizans (Paulet ex Fr.) Gill        | Gorušičina plavulja   | Vjerojatno lagano otrovna                          |                                       | Po svim šumama, u parkovima, osobito ispod breza                                                           | Sve gljive iz roda Hebeloma su nejestive                                                                                 |       |
| Hypholoma fasciculare (Huds.: Fr.) P. Kumm.     | Sumporača             | Fasciculol E                                       | Teške probavne smetnje                | Na starim panjevima i korijenju raznog drveća                                                              | Armillaria mellea Hypholoma capnoides                                                                                    |       |
| Lactarius cilicioides Fries                     | Ćilimasta mliječnica  |                                                    |                                       | Uz potoke, u vlažnim šumama, uvalama, te po parkovima ispod breza                                          | |       |
| Lactarius torminosus (Schaeff.) Gray            | Brezovka              | Nepoznato                                          | Gastroenteritis                       | Isključivo ispod breza                                                                                     | Lactarius deliciosus |       |
| Lepiota cristata (Bolton) P.Kumm. (1871.)       | Haringača             |                                                    | Bolesti probavnoga sustava            | Ispod listopadnog i zimzelenog drveća                                                                      | Sve male i neugledne gljive iz roda Lepiota su nejestive ili otrovne.                                                    |       |
| Mycena pura (Pres. ex Fr.) Kummer               | Ljubičasta šljemovka  | Muskarin                                           | "Lagano otrovne"                      | U svim šumama, a najčešće u crnogoričnim                                                                   | |       |
| Omphalotus illudens (Schwein.) Bresinsky & Besl | Zavodnica             | Iludin M i S, muskarin                             | Teške probavne smetnje                | Na panjevima masline, hrasta i bukve                                                                       | Cantharellus cibarius |       |
| Paxillus involutus (Batsch.) Fries              | Osjetljiva uvijača    |                                                    | Bezuvjetno otrovna ili čak smrtonosna | U listopadnim šumama, šumskim čistinama, u parkovima, ponekad i na trulim panjevima                        | |       |
| Ramaria formosa (Fr.) Queet                     | Otrovna capica        |                                                    | Dugotrajni proljevi                   | U listopadnim šumama                                                                                       | Ramaria flava, Ramaria aurea                                                                                             |       |
| Ramaria pallida (Schaeff. ex Schul.) Ricken     | Blijede capice        |                                                    | Dugotrajni proljevi                   | U listopadnim šumama                                                                                       | Ramaria flava, Ramaria aurea                                                                                             |       |
| Russula emetica Fries                           | Bljuvara              |                                                    | "Lagana otrovnost"                    | Po šumama i šumskim putevima                                                                               | |       |
| Russula foentens Fries                          | Smrdača               |                                                    |                                       | Po svim šumama i grabama                                                                                   | |       |
| Scleroderma citrinum Pers                       | Ispucana krumpirača   |                                                    | Bolesti probavnoga sustava            | U šumama i grabama                                                                                         | |       |
| Stropharia aeruginosa (Curt. ex Fr.) Quel.      | Zelena vitičarka      |                                                    | Podijeljeno mišljenje o otrovnosti    | U šumama, uz rubove šuma, na livadama i pašnjacima                                                         | |       |
| Tricholoma Batschii Gulden                      | Batschijeva vitezovka |                                                    | Gastrointestinalni sindrom trovanja   | Raste uglavnom u crnogoričnim šumama                                                                       | |       |
| Tricholoma flavovirens (L.) P.Kumm.             | Zelenka               |                                                    | Gastrointestinalni sindrom trovanja   | Ispod borova, ali se može naći i ispod drugog crnogoričnog drveća.                                         | |       |
| Tricholoma sejunctum (Sow ex Fr.) Quel.         | Žutozelena vitezovka  |                                                    | Uzrokuje povraćanje                   | Po svim šumama, ali najčešće na rubovima šuma                                                              | Tricholoma flavovirens                                                                                                   |       |
| Tricholoma virgatum (Fr. ex Fr.) Kummer         | Prugasta kružoliska   |                                                    | "Lagano otrovna"                      | U crnogoričnim šumama                                                                                      | Tricholoma portentosum                                                                                                   |       |

## Poveznice
- Micetizam (trovanje gljivama)
- Popis otrovnih biljaka